# Winschoterdiep
Het Winschoterdiep, vroeger Stadsdiep, Heerendiep, Trekdiep of Schuitendiep genoemd, is het kanaal dat loopt van Groningen, vanaf de aansluiting op het Eemskanaal, naar Winschoten waar het zich splitst in de Rensel, het laatste stukje naar Winschoten, en de aansluiting op de Pekel A. 

## Schuitendiep
In 1612 besloot het stadsbestuur van Groningen een kanaal te graven naar het oosten van de provincie. De reden hiervoor was de uitgestrekte veengebieden aldaar te ontsluiten vanwege de turfwinning.
Het reeds bestaande Schuitendiep, dat rond 1400 van Roodehaan naar Groningen werd gegraven om de Hunze naar de stad te leiden vormde het eerste tracé. Dit Schuitendiep werd al gebruikt voor het vervoer van turf dat was gewonnen uit veengebieden langs de Hunze.
In de periode 1618 tot en met 1628 werd het gedeelte van Foxhol tot Zuidbroek aangelegd. Dit kanaal kreeg aanvankelijk nog de naam Schuitendiep. Van 1634 tot 1636 is het in oostelijke richting verlengd tot Winschoten en de Pekel A. Dit gedeelte heette aanvankelijk het Heerendiep. In 1635 is de verbinding gegraven tussen Waterhuizen en Foxhol, die tot dan toe via het Foxholstermeer en Drentsche Diep (Hunze) liep.
De naam Winschoterdiep dateert van begin 19e eeuw.

## Reconstructie en verbreding
Het tracé van het kanaal is in de loop van de tijd verschillende malen aangepast. Zo werd in het oorspronkelijke tracé door het centrum van Winschoten in 1880 vervangen door het Omsnijdingskanaal, waarna het oude tracé via de Venne fasegewijs werd gedempt. 
Het meest ingrijpend was de reconstructie en verbreding van het Winschoterdiep in de jaren 1954 tot 1956. Eindigde het kanaal eerder in de Oosterhaven van Groningen, op het verlengde van het huidige Schuitendiep, nu eindigt het ongeveer anderhalve kilometer oostwaarts bij handelshavens van de stad, in het verlengde van het Van Starkenborghkanaal. De voormalige westelijke tak wordt nu het Oude Winschoterdiep genoemd. Het industrieterrein ernaast draagt dezelfde naam.
Het tracé door Hoogezand-Sappemeer is eveneens gewijzigd. Aanvankelijk liep het dwars door de bebouwde kom (Meint Veningastraat, Hoofdstraat, Noorderstraat). De meeste delen werden gedempt. Alleen van Foxhol naar Martenshoek en ten oosten van Sappemeer zijn nog twee stukken van het oude kanaal over. Het tracé tussen de dorpen Scheemda en Eexta werd naar het zuiden verlegd, terwijl het verdere verloop langs Heiligerlee en via de Venne in Winschoten in de richting van de Rensel kwam te vervallen.

## Huidige situatie

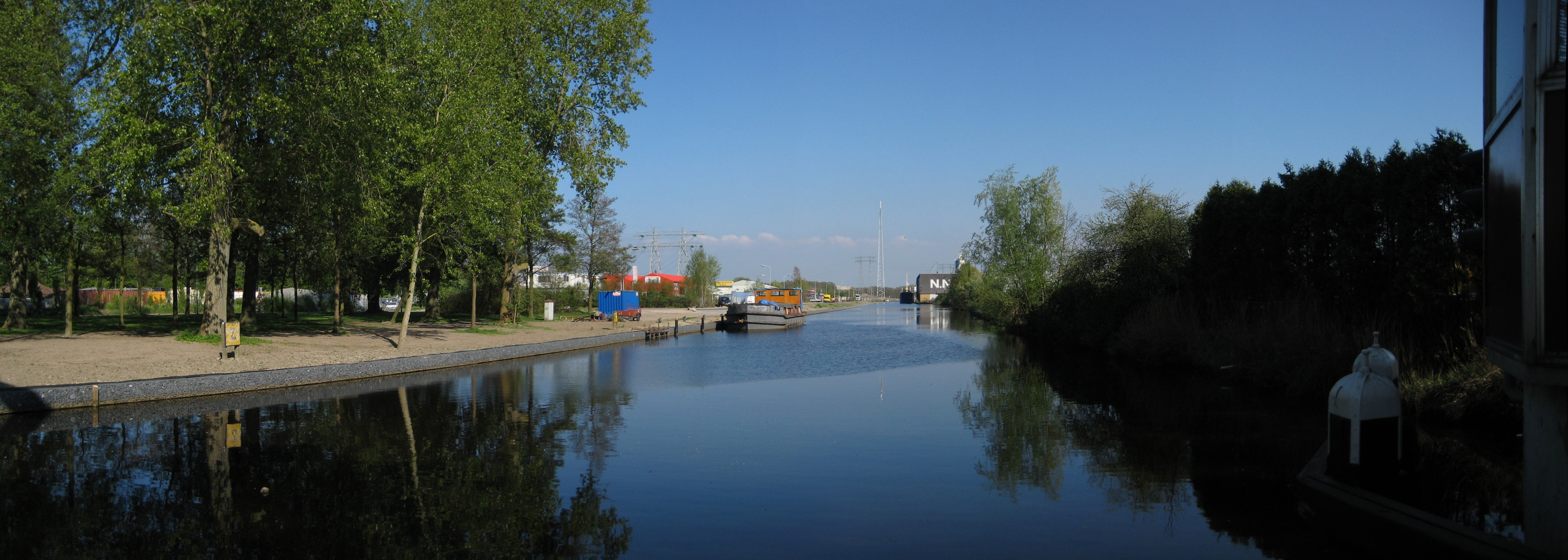
Het Oude Winschoterdiep in Groningen, gezien vanaf de Antwerpenbrug in de richting van Hoogezand (2009)

Het kanaal is thans 35,5 kilometer lang en geschikt voor schepen tot 1350 ton. Het heeft zestien bruggen, twee schutsluizen en een keersluis, te weten een schutsluis van 85 m bij Zuidbroek met een keersluis van 12 m, beide bij de uitmonding van het A.G. Wildervanckkanaal en de Eextersluis van 100 m bij Scheemda.
In het deel tussen Hoogezand en Waterhuizen bevinden zich enkele scheepswerven die zich toeleggen op de bouw van kustvaarders. De breedte van deze schepen wordt beperkt door de breedte van de bruggen waardoor ze, na hun voltooiing, naar zee door moeten "varen". Hierbij worden de voltooide schepen door sleepboten gesleept aangezien ze in verband met hun beperkte diepgang niet op eigen kracht de haven van Delfzijl kunnen bereiken. Heel kenmerkend bij de werven is dat de schepen worden gebouwd en te water gelaten op een zogenaamde dwarshelling. Hierbij worden de schepen zijdelings te water gelaten en liggen ze naderhand evenwijdig aan het kanaal voor de uiteindelijke afbouw. Hierdoor komt de dwarshelling weer vrij voor het volgende schip in aanbouw.

## Bruggen
Van Groningen tot Winschoten liggen de volgende bruggen:
| Nr. | Naam:                  | Soort:                         | Traject:                                                           | Afbeelding: |
| --- | ---------------------- | ------------------------------ | ------------------------------------------------------------------ | ----------- |
| 1   | Sontbrug               | verkeersbrug (basculebrug)     | Centrum - Meerstad (Sint Petersburgweg)                            |             |
| 2   | Euvelgunnerbrug (Laag) | verkeersbrug (ophaalbrug)      | Groningen (Osloweg)                                                |             |
| 3   | Euvelgunnerbrug (Hoog) | verkeersbrug (basculebrug)     | Amsterdam - Bad Nieuweschans (Beneluxweg)                          |             |
| 4   | Euvelgunnerbrug (Laag) | verkeersbrug (ophaalbrug)      | Groningen (Bergenweg)                                              |             |
| 5   | Gideonbrug             | verkeersbrug (basculebrug)     | Groningen (Europaweg/Bornholmstraat)                               |             |
| 6   | Duinkerkenbrug         | verkeersbrug (ophaalbrug)      | Roodehaan - Groningen (Duinkerkenweg)                              |             |
| 7   | Waterhuizerbrug        | verkeersbrug (ophaalbrug)      | Haren - Foxhol (Waterhuizen)                                       |             |
| 8   | Westerbroeksterbrug    | verkeersbrug (ophaalbrug)      | Westerbroek (Energieweg)                                           |             |
| 9   | Rengersbrug            | verkeersbrug (ophaalbrug)      | Kolham - Foxhol (Woldweg)                                          |             |
| 10  | Zwedenbrug             | verkeersbrug (ophaalbrug)      | Hoogezand (Zwedenweg)                                              |             |
| 11  | Knijpsbrug             | verkeersbrug (ophaalbrug)      | Hoogezand (Kerkstraat)                                             |             |
| 12  | Slochterbrug           | verkeersbrug (ophaalbrug)      | Sappemeer (Slochterstraat)                                         |             |
| 13  | Noordbroeksterbrug     | verkeersbrug (ophaalbrug)      | Sappemeer (Noordbroeksterstraat)                                   |             |
| 14  | Zuidbroeksterbrug      | verkeersbrug (ophaalbrug)      | Zuidbroek (Spoorstraat)                                            |             |
| 15  | Brug Rijksweg 33       | verkeersbrug (2 ophaalbruggen) | Assen - Eemshaven                                                  |             |
| 16  | Eexterbrug             | verkeersbrug (ophaalbrug)      | Scheemda (Stationsstraat)                                          |             |
| 17  | Graaf Adolfbrug        | verkeersbrug (ophaalbrug)      | Scheemda (Haven Zuidzijde)                                         |             |
| 18  | Kloosterbrug           | verkeersbrug (ophaalbrug)      | Scheemda - Winschoten (Veenweg)                                    |             |
| 19  | Pieter Smit brug       | voetgangersbrug (ophaalbrug)   | Winschoten (Pieter Smit brug)                                      |             |
| 20  | Beertsterbrug          | verkeersbrug (ophaalbrug)      | Veendam - Winschoten (Beertsterweg)                                |             |
| 21  | Spoorbrug Winschoten   | spoorbrug (draaibrug)          | Groningen - Bad Nieuweschans (Spoorlijn Harlingen - Nieuwe Schans) |             |

## Trivia
Onder de titel 'Winschoterdiep' schreef de Nederlandse dichter Drs. P een liedje dat gaat over 'een zekere Miep' die kou vat en overlijdt na een romantische wandeling langs het kanaal. Het werd voor het eerst uitgegeven op zijn album Hoep Hoep Hiezee Voor Drs. P. (1987).

## Fotogalerij

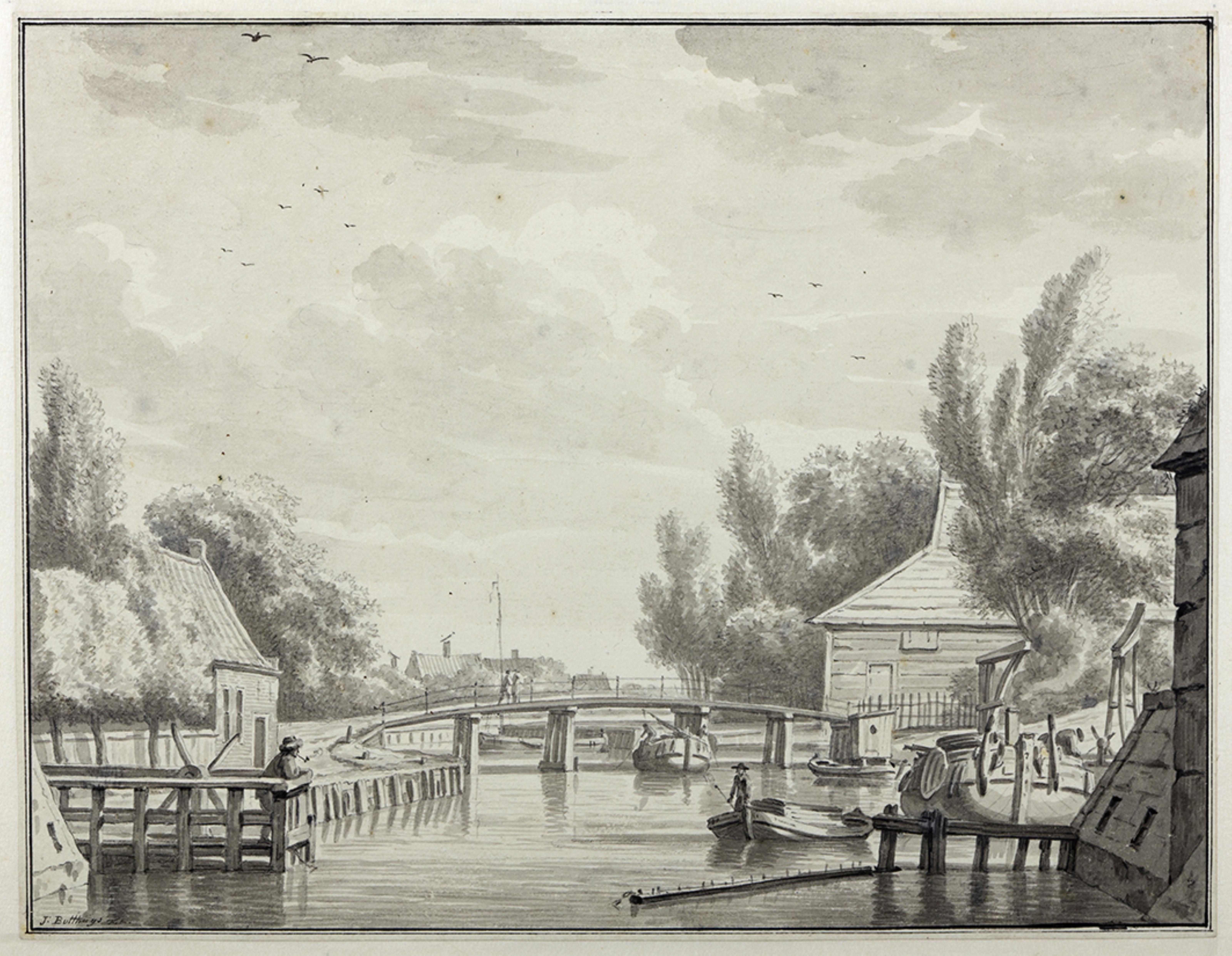
Winschoterdiep met de Bonte Brug gezien vanuit de stad (Jan Bulthuis, eind 18e eeuw)
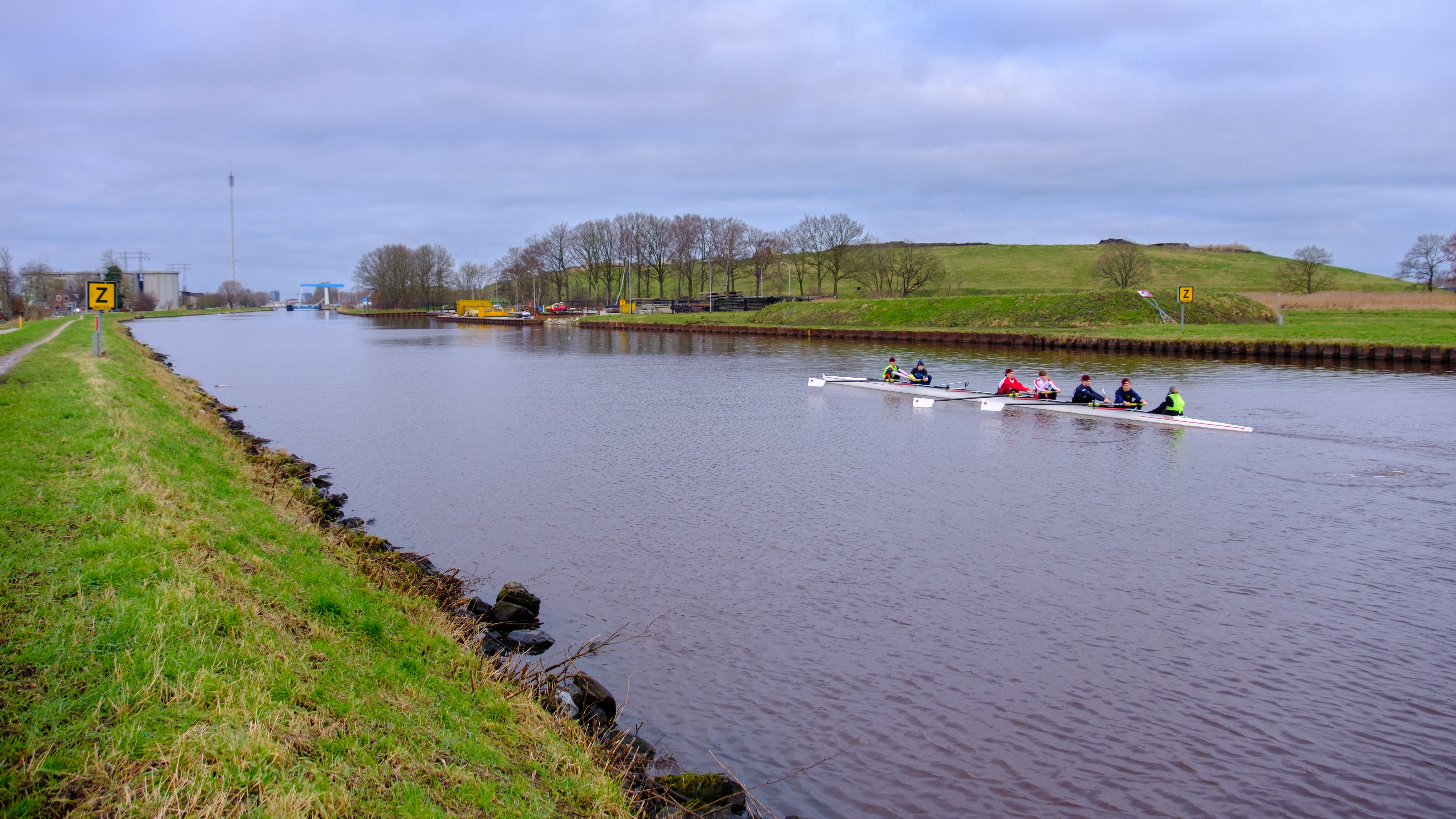
Vuilnisbelt Stainkoeln gezien over het diep met linksachter de Duinkerkenbrug.
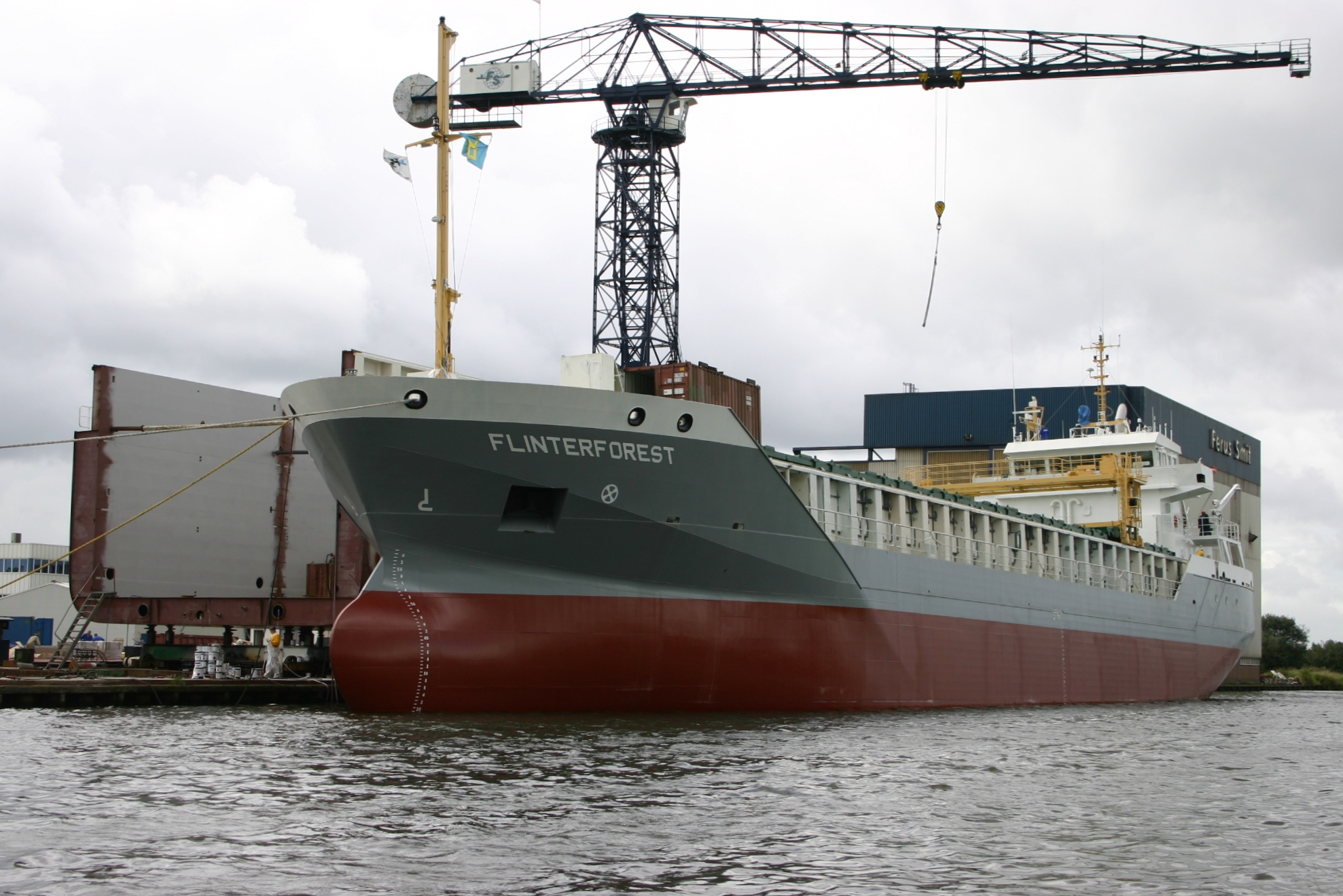
Een coaster bij de dwarshelling van Scheepswerf Ferus Smit
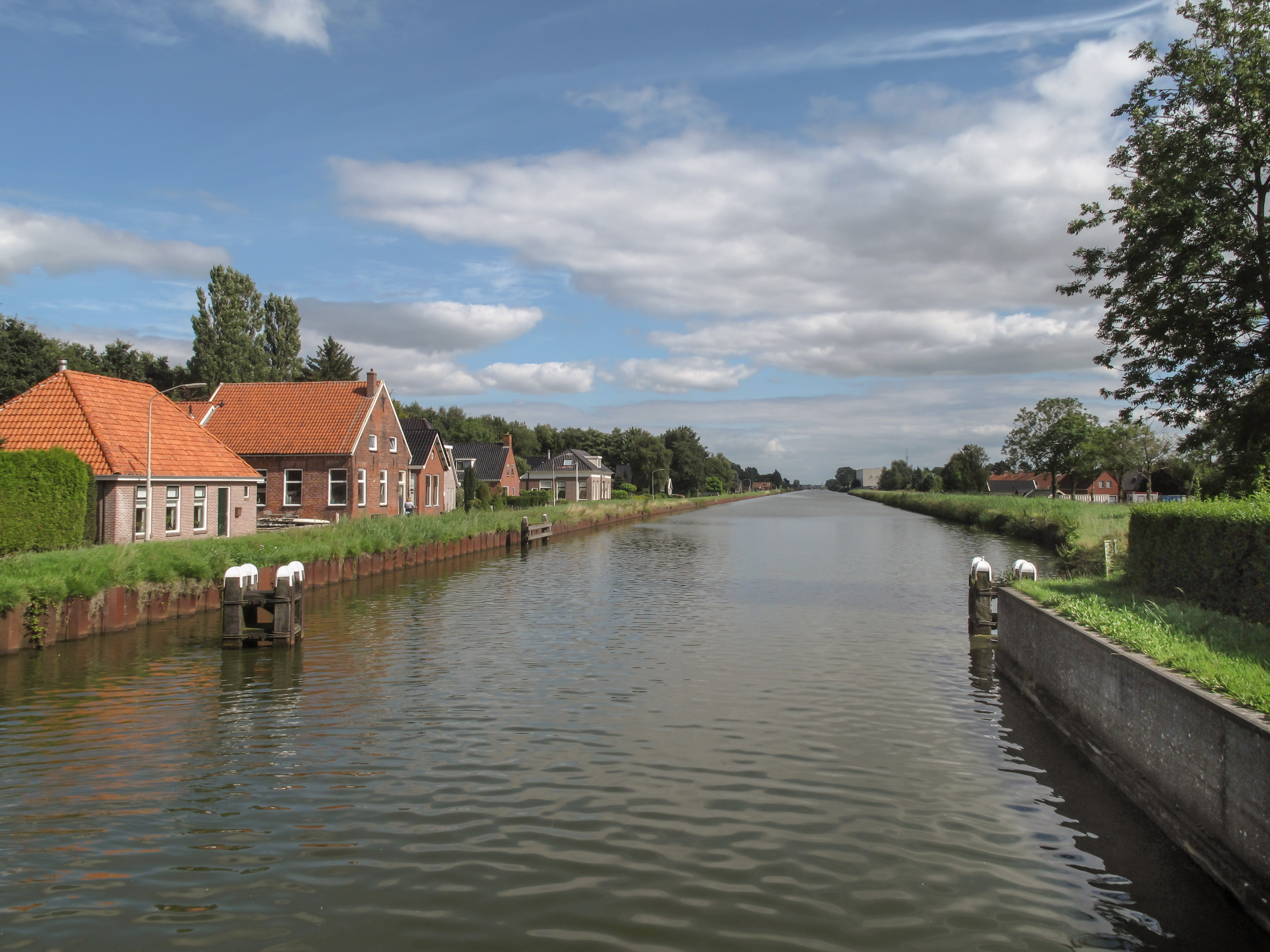
Zuidbroek, het Winschoterdiep
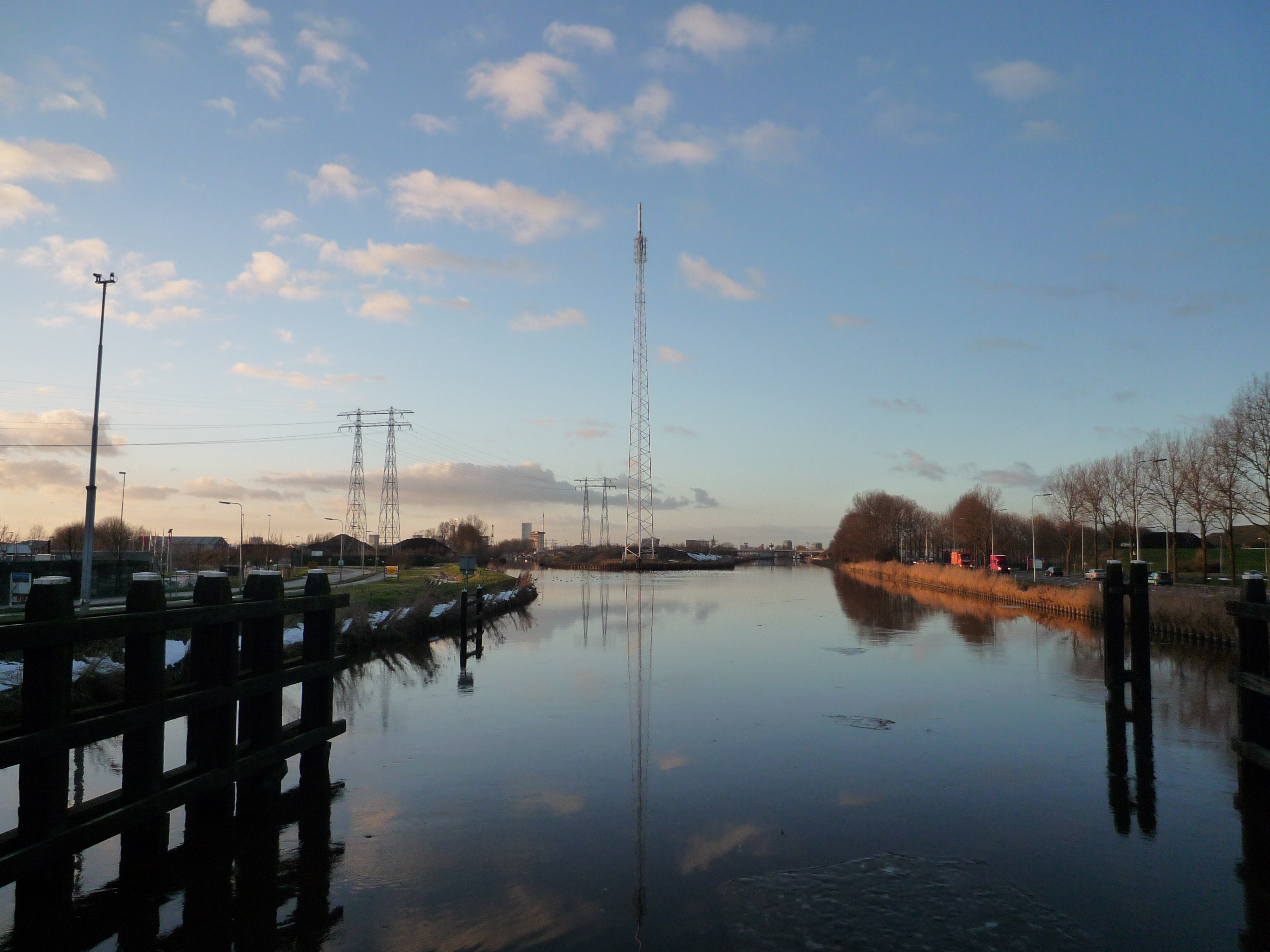
Winschoterdiep naar het noordwesten vanaf de Duinkerkenbrug. Op de achtergrond de splitsing in het Oude Winschoterdiep (links) en Winschoterdiep (rechts)
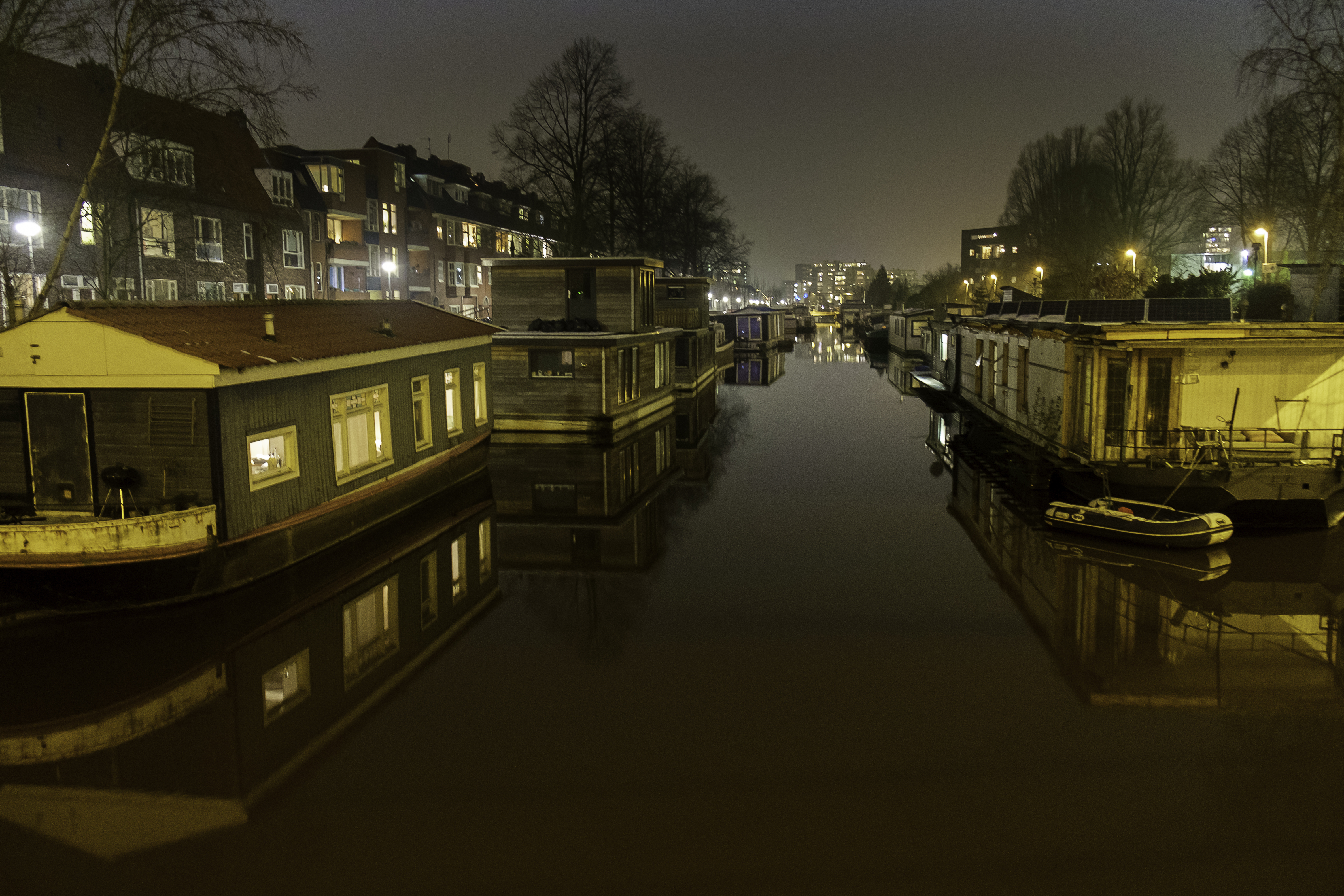
Oude Winschoterdiep met woonboten bij avond
- Het Winschoterdiep in een Polygoonjournaal uit 1950, waarin is te zien hoe een nieuw gebouwd zeeschip naar de haven van Delfzijl wordt gebracht en daarbij nét door de Bonte Brug past (00:57)